# Johan Tunberger
Johan Axel Tunberger, född 21 juni 1944 i Bromma församling i Stockholms stad, död 11 januari 2022 i Ålsten, var en svensk försvarsforskare, ämbetsman och journalist som var aktiv som debattör och konsult inom försvarsfrågor. 

## Biografi
Tunberger genomförde delar av sin värnpliktstjänstgöring som journalist vid tidskriften Arménytt. Han studerade därefter internationella relationer vid London School of Economics (LSE)[källa behövs] och avlade filosofie kandidatexamen i historia och statskunskap vid Stockholms högskola 1959. Efter sin tid på LSE började han arbeta på Svenska Dagbladet (SvD), inledningsvis som översättare av nyhetsmaterial från New York Times och senare på utrikesredaktionen. Efter att ha börjat skriva artiklar i SvD om försvars- och säkerhetspolitik[källa behövs] var han informationssekreterare hos den moderate försvarsministern Erik Krönmark 1976–1978 och 1979–1981. Därefter var han säkerhetspolitisk analytiker vid Försvarets forskningsanstalt 1982–1994. Under denna tid blev han även involverad i det svenska arbetet i Europeiska säkerhetskonferensen och dess konferens i Stockholm 1986 om förtroende- och säkerhetsskapande åtgärder.[källa behövs] Åren 1994–2001 var överdirektör vid Försvarets radioanstalt, varefter han var överingenjör vid Totalförsvarets forskningsinstitut 2002–2007.
Efter sin pensionering 2007 var Tunberger verksam som konsult och fri debattör inom försvarsområdet. Som debattör var han länge, men framför allt sedan början av 2000-talet, starkt kritisk till tillståndet inom den svenska Försvarsmakten och hur försvars- och säkerhetspolitiska frågor har hanterats av såväl socialdemokratiska som borgerliga regeringar.[källa behövs]
Johan Tunberger invaldes 1991 som korresponderande ledamot av Kungliga Örlogsmannasällskapet och 1997 som ledamot av Kungliga Krigsvetenskapsakademien.
Johan Tunberger var son till redaktörerna Karl Axel Tunberger och Pernilla Tunberger (född Zätterström). Han är halvbror till Anna Bergenström.